# Zwarthandtamarin
De zwarthandtamarin (Saguinus niger)  is een zoogdier uit de familie van de klauwaapjes (Callitrichidae). De wetenschappelijke naam van de soort werd voor het eerst geldig gepubliceerd door Étienne Geoffroy Saint-Hilaire in 1803.

## Voorkomen
De soort komt voor in Brazilië ten zuiden van de Amazone, ten westen van de Rio Tocantins.

## Taxonomie
Vroeger werd de oostelijke zwarthandtamarin, die voorkomt ten oosten van de Rio Tocantins, als ondersoort van deze soort gerekend. 